# St-Michel (Aiguilhe)

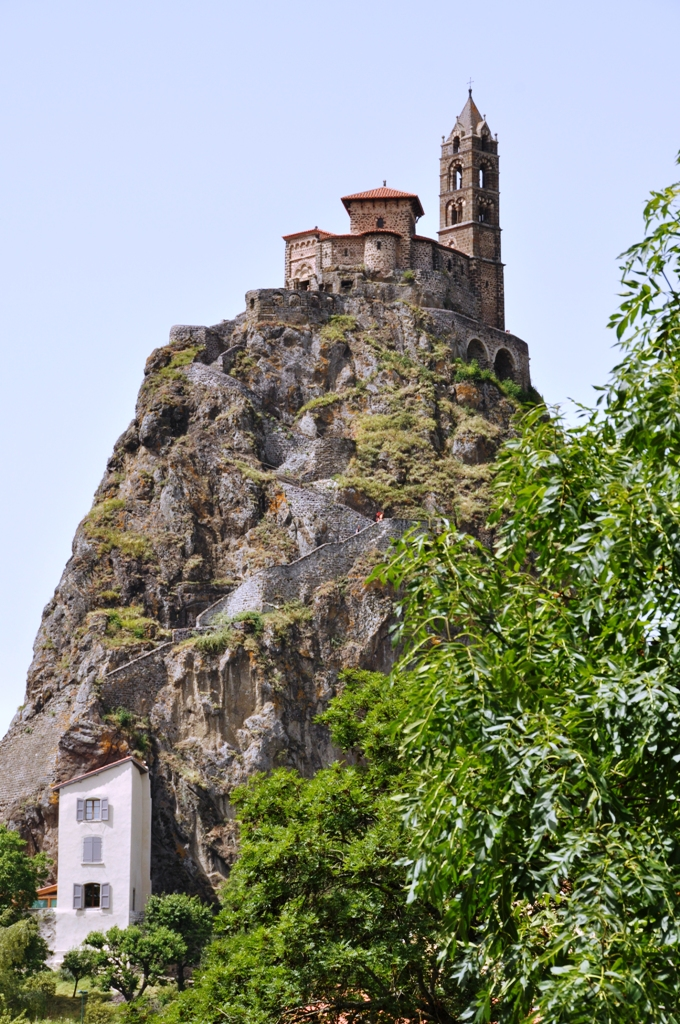
Die Kirche Saint-Michel auf ihrem Vulkankegel.

Die römisch-katholische Kirche Saint-Michel ist ein romanischer Bau, der sich in Aiguilhe, einer Stadtrandgemeinde von Le Puy-en-Velay (Département Haute-Loire) in der Region Auvergne-Rhône-Alpes befindet. Auf einem 82 m hohen Vulkankegel, dem Rocher d’Aiguilhe, erbaut, ist die dem hl. Erzengel Michael gewidmete Kirche über eine in den Felsen gehauene Treppe von 268 Stufen zu erreichen. Seit 1840 ist sie als Monument historique klassifiziert.

## Geschichtliches

### Entstehung und Legenden
Während der humoristische lokale Volksmund den Kegel „Gargantuas Köttel“ nennt, erklärt ihn die Wissenschaft einfach als Vulkanpfropfen oder Neck, der den letzten geologischen Überrest eines Vulkanausbruchs vom Surtseytyp darstellt, der durch Erosion freigelegt wurde. Bei diesem unterseeischen, explosiven Ausbruch erkaltet die Lava sehr schnell und bildet so die Necks.
Der Gründungstext der ersten Kirche verrät, dass der Kanoniker Truannus, der auch Dekan der Kathedrale von Le Puy-en-Velay war, auf dem Vulkankegel, der zu dieser Zeit nur von sehr geschickten Männern erklommen werden konnte, eine Kapelle erbauen wollte. Bischof Gotescalc, der erste bekannte Pilger nach Santiago de Compostela, unterstützte und bestärkte ihn. So wurde der Bau im Jahr 961 im vorromanischen Stil in der Form eines herrschaftlichen Oratoriums fertiggestellt und von Gotescalc zu Ehren des Erzengels Michael geweiht. Manche erwähnen einen früheren, dem Merkur geweihten Tempel auf dem Kegel und glauben, dass die religiöse Institution mit dem Bau den Kult der Lichtgottheit Merkur ersetzen wollte. Es wurden aber keine früheren archäologischen Spuren gefunden und die Art der Zugangstreppe stammt aus der Erbauungszeit.
Eine Geschichte, die den Ruhm des Felskegels verstärkte, war die des Jungfrauensprungs: Ein junges Mädchen, das des Fehlverhaltens beschuldigt wurde, wurde als Gottesurteil zur Bewährung vom Felsen geworfen. Sie kam mit dem Leben davon und bewies damit ihre Unschuld. Nachdem sie das Wunder ein weiteres Mal wiederholt hatte, unternahm sie den Sprung in selbstverliebter Art ein drittes Mal und stürzte dabei zu Tode.
Von ihrer Gründung an unterstand die Kapelle dem Kapitel der Kathedrale von Le Puy-en-Velay, sowohl was das Material und die Einkünfte als auch was den liturgischen Dienst betrifft; das Kapitel blieb bis zur französischen Revolution Herr über Aiguilhe. Der Pilgergang auf den Vulkankegel ist meist eine Etappe in der Verehrung der Kathedrale, doch hat die Geschichte den Aufstieg einiger berühmter Pilger festgehalten: den der Könige Karl VII., Louis XI. und Karl VIII. Wenn auch Einsiedler Höhlen entlang des Weges zur Kapelle bewohnt haben, gibt es doch keine Beweise für eine dauerhafte Besiedlung des Felsens. Da es auch keine schriftlichen Dokumente darüber gibt, ist die Bedeutung der Spuren von Bauten außerhalb der drei Oratorien bis heute unklar.
1245 zerstörte ein Blitzschlag den Glockenturm.

### Veränderungen in der Renaissance
Es wurden drei weitere Kapellen errichtet, die die Zugangstreppe zur Kirche flankieren: Zwei waren den hl. Erzengeln Raphael und Gabriel geweiht, die dritte dem hl. Guinefort, einem von der Bevölkerung als heilig verehrten Windhund, der als Beschützer der Kinder galt. Seine Verehrung wurde schon vom Inquisitor Stephan von Bourbon 1262 bekämpft und vom Konzil von Trient (1545–1563) vergeblich verboten. Er soll als Skulptur am Portal zu sehen gewesen sein, doch waren schon 1809 davon nur noch schwache Spuren erhalten.
1420 wurde erörtert, das bereits ummauerte und bis zum Gipfel des Kegels befestigte Aiguilhe in die Stadt Le Puy-en-Velay einzugliedern, was aber bis heute nicht geschah.
1562 wurde die Statue des hl. Michael durch Protestanten zerstört.

### Die Zeit der französischen Revolution
Da die Kirche keine Pfarrkirche war, wurde sie während der Revolution verlassen und war deshalb in ihrer Existenz bedroht. Aufgrund des Wertes ihrer Architektur und ihrer Malereien wurde sie von einer aufgeklärten Elite, darunter Prosper Mérimée, den v. a. die Fresken interessierten, aus dem Schatten geholt. Sie wurde dem französischen Staat anvertraut und bereits 1840 in die erste Liste der geschützten historischen Denkmäler eingetragen.

### Wiedergeburt im 19. Jahrhundert
Prosper Mérimée machte die Wandmalereien der Kirche Saint-Michel, die 1823 mit einer einfarbigen Schlämmfarbe übermalt worden waren, ab 1838 zu einem Fanal für die Restaurierung mittelalterlicher Malereien. Der Diözesanbaumeister Gilbert Mallay erhält den Auftrag, einen Kostenvoranschlag für die durchzuführenden Reparaturen zu erstellen und erneuert den Glockenturm der Kirche. Anatole Dauvergne fertigt eine Reihe von Zeichnungen, Aquarellen und Vermessungen der damals erhaltenen Gemäldereste an; einige davon sind seitdem verschwunden, so dass diese Vermessungen die einzige Spur ihres früheren Vorhandenseins sind. Nachdem die Reste der Malereien katalogisiert waren, wurden sie anschließend restauriert.

### Moderne Restaurierung und Schatzfund
Die Restaurierungen des 20. Jahrhunderts sind schlecht dokumentiert. Bei Arbeiten unter dem Hauptaltar im Jahr 1955 wurde ein Reliquienschatz entdeckt: ein polychromer Christus aus Olivenholz, ein Brustkreuz, ein Elfenbeinkästchen und Stoffe, die zwischen zwei Platten eingeschlossen waren. Diese seltenen romanischen Gegenstände wurden bei der Weihe des Altars dort platziert. Sie sind in einer Vitrine an einer Säule im Chorraum ausgestellt.
In den Jahren 2003 und 2004 wurden Restaurierungen der Wandmalereien durchgeführt. Regelmäßig werden Arbeiten zur Säuberung und Festigung des Felsens durchgeführt, die letzten davon 2017.

## Architektur und Dekoration

### Konstruktion des Kirchengebäudes

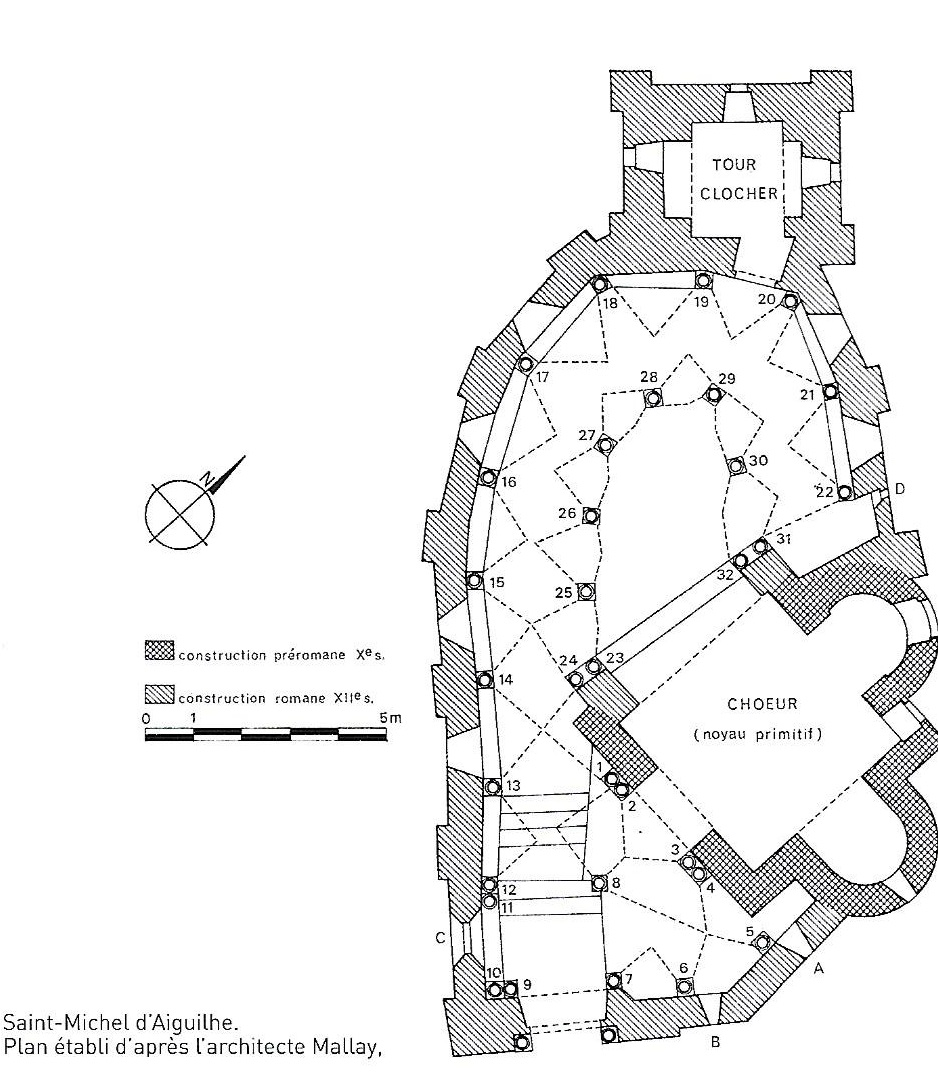
Vom Diözesanbaumeister Mallay in der 1. Hälfte des 19. Jahrhunderts angefertigter Bauplan

Die Konstruktion der heutigen Kirche erfolgte in zwei Bauphasen. Zunächst wurde das vorromanische Oratorium erstellt, welches 961 geweiht wurde. Dann erfolgte gegen Ende des 12. Jahrhunderts die Erweiterung der Kirche auf die heutige Größe, die durch den Zustrom der Pilger notwendig geworden war.
Die Lage des Gebäudes ist aus mehreren Blickwinkeln in höchstem Maße symbolisch: Auf dem Gipfel seines Felskegels überragt es die Kathedrale von Le Puy-en-Velay, die Mariä Verkündigung gewidmet ist. Mit seinem dem hl. Erzengel Michael gewidmetem Felsen und seiner Kirche sowie den am Ende des Mittelalters fertiggestellten Befestigungen wirkt Aiguilhe wie der Beschützer der Bischofsstadt Le Puy, die ihrerseits auch von Befestigungen umgeben ist. Diese Sichtweise stimmt mit der Rolle des hl. Michael in der Zeit der Romanik überein: Der Erzengel war über die Jungfrau Maria gestellt und Wachsoldat der Stadttore.

#### Das herrschaftliche Oratorium des 10. Jahrhunderts
Das ursprüngliche, von Truannus angelegte Bauwerk ist ein Oratorium mit quadratischem Grundriss nach römischem Vorbild, das von einer Kuppel bedeckt und von drei Apsiden flankiert ist, die Apsiskalotten tragen. Damit bildet das Gebäude ein Kreuz wie auch der ursprüngliche Zustand des karolingischen Oratoriums von Germigny-des-Prés verrät. Die südliche Apsis wurde zerstört, als die Kirche im 12. Jahrhundert auf die heutige Größe erweitert wurde.

#### Die Pilgerkirche des 12. Jahrhunderts
Der Bau dieser Kirche auf einem bereits vorhandenen Grundriss passt sich in Form, Grundriss und Ausrichtung vollkommen an die gegebene Form der Felsplattform an. Trotz der vorhandenen Ähnlichkeit handelt es sich nicht um einen Chorumgang, sondern um ein Kirchenschiff, das wie eine verlängerte Westapsis konstruiert wurde und von einer Galerie mit Kreuzgewölben umgeben ist, die nach einigen Stufen unter einer Vorempore und einer Empore hindurch zum Eingang führt und nach zwei weiteren Jochen unter der Fassade auf den Vorplatz mündet. Diese nach Südosten ausgerichtete Fassade mit ihren Bildhauerarbeiten und ihren polychromen Einlagen ist das berühmteste Element dieses Baudenkmals. Während das Oratorium nach Osten ausgerichtet ist, ist die Kirche auf eine Nordwest-Südost-Achse verschoben.
Einige bringen die Architektur und die Ornamentik mit Kunstwerken der Umayyaden in Verbindung, indem sie auf den Einfluss der Pilger entlang der großen französischen Pilgerrouten nach Santiago de Compostela und insbesondere auf die Via Podiensis verweisen, die durch Aiguilhe verlaufen. Diese im 19. und zu Beginn des 20. Jahrhunderts weit verbreitete Vorstellung wird heute in Frage gestellt. Die Kritiker unterstreichen, dass ein spanischer Einfluss auf das erste zeitgenössische Bauwerk entlang des ursprünglichen Pilgerwegs unwahrscheinlich ist und die Kirche Saint-Michel entlang des gesamten weiteren Jakobsweges kein Schwestergebäude hat. Vielmehr scheint die Inspiration von Rom auszugehen, auf das hin sich die karolingische Gesellschaft ausrichtete, und über die Route zum Mont Gargan, einem Heiligtum des hl. Michael, nach Aiguilhe gelangt zu sein.

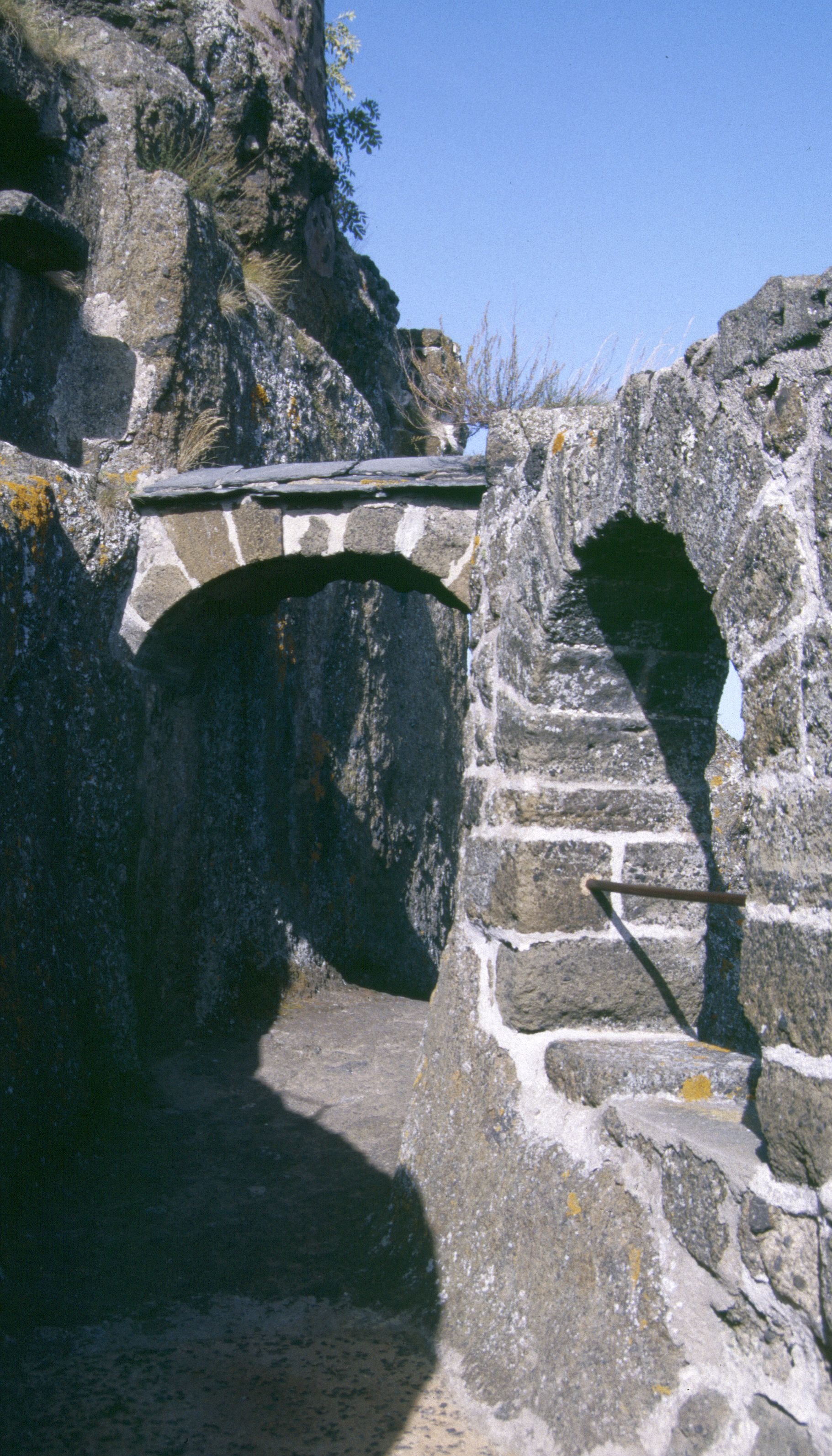
Rundweg um den Gipfel
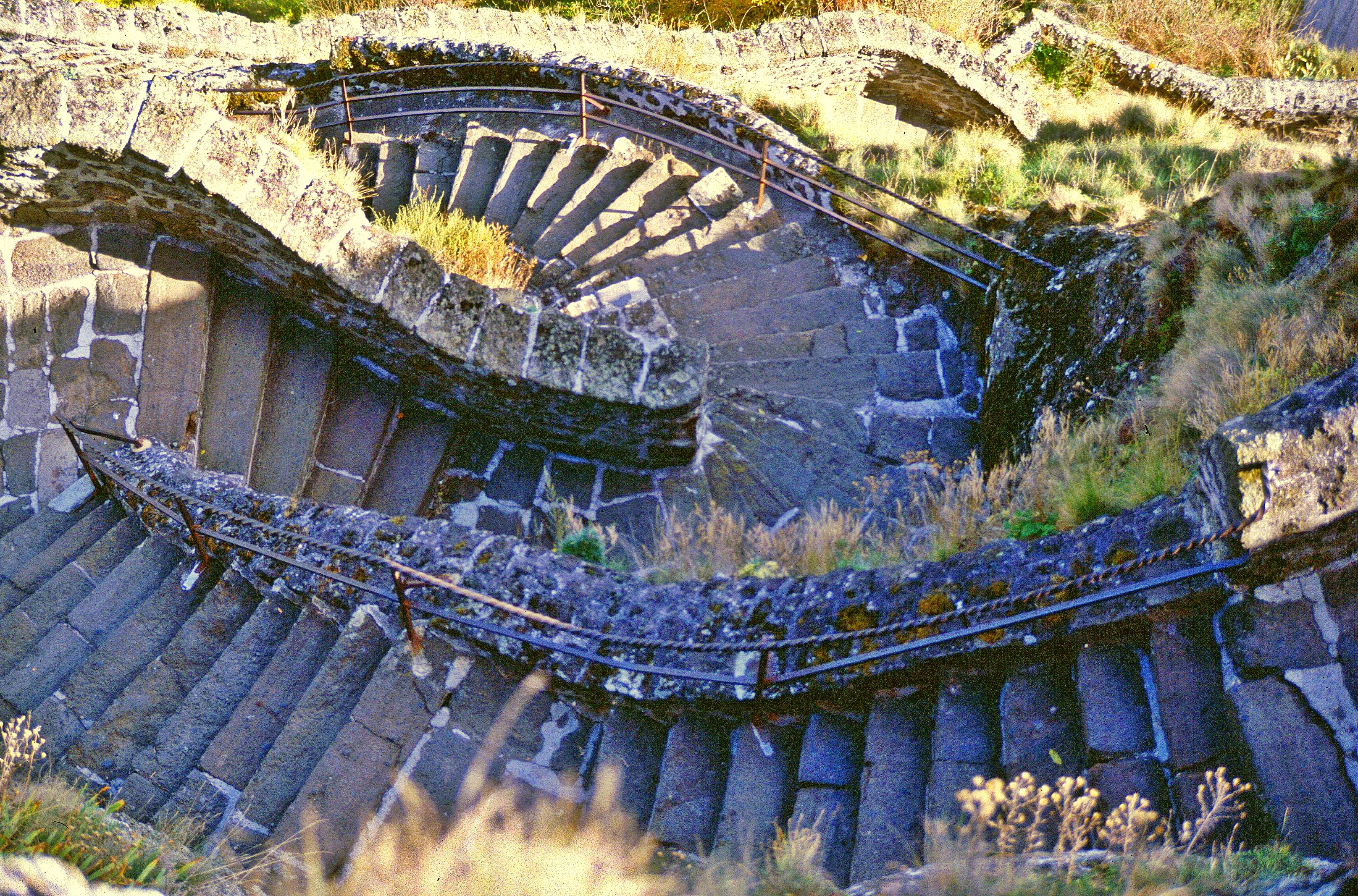
Blick auf die 268 Stufen
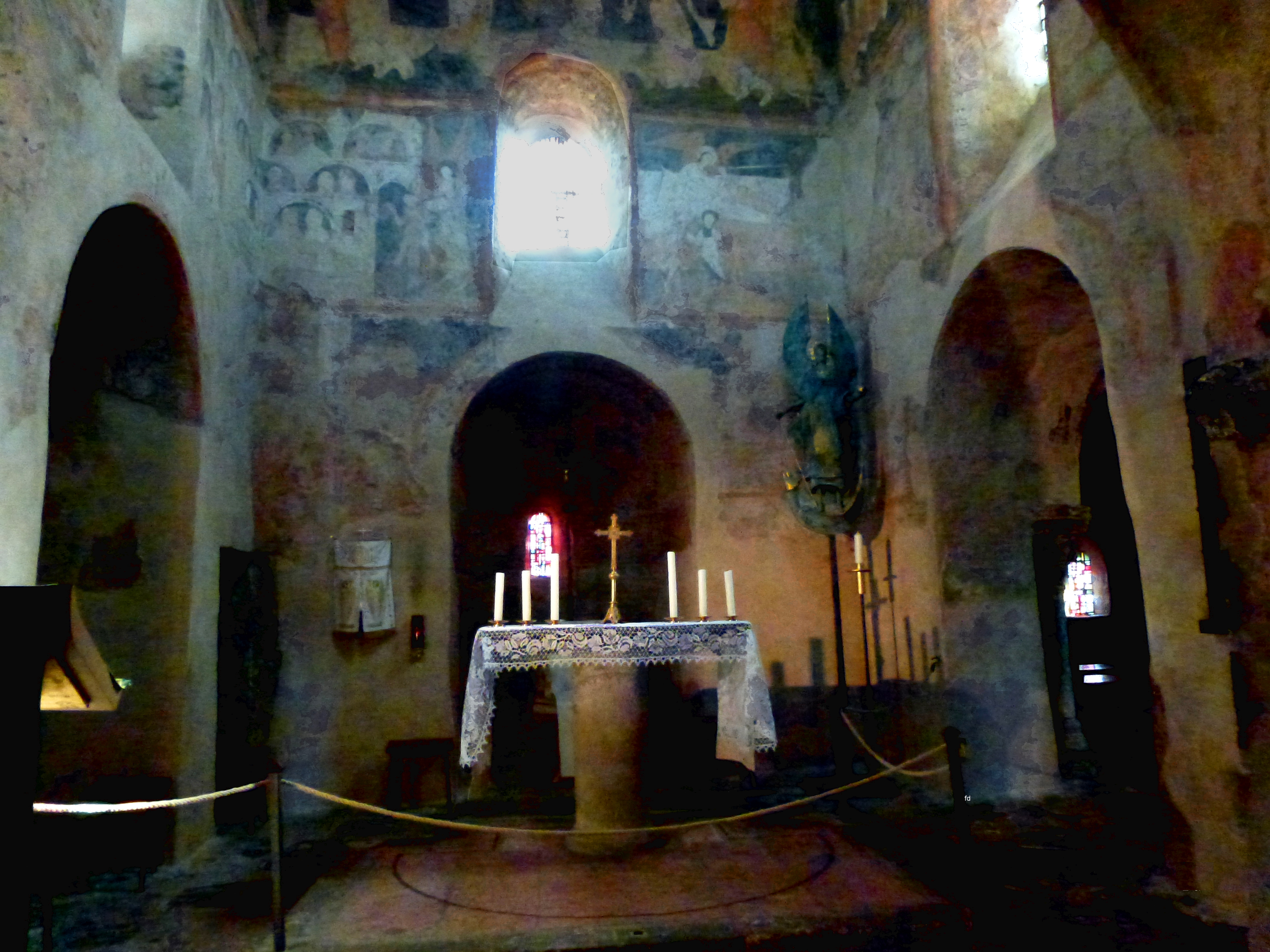
Blick in das Oratorium von 961
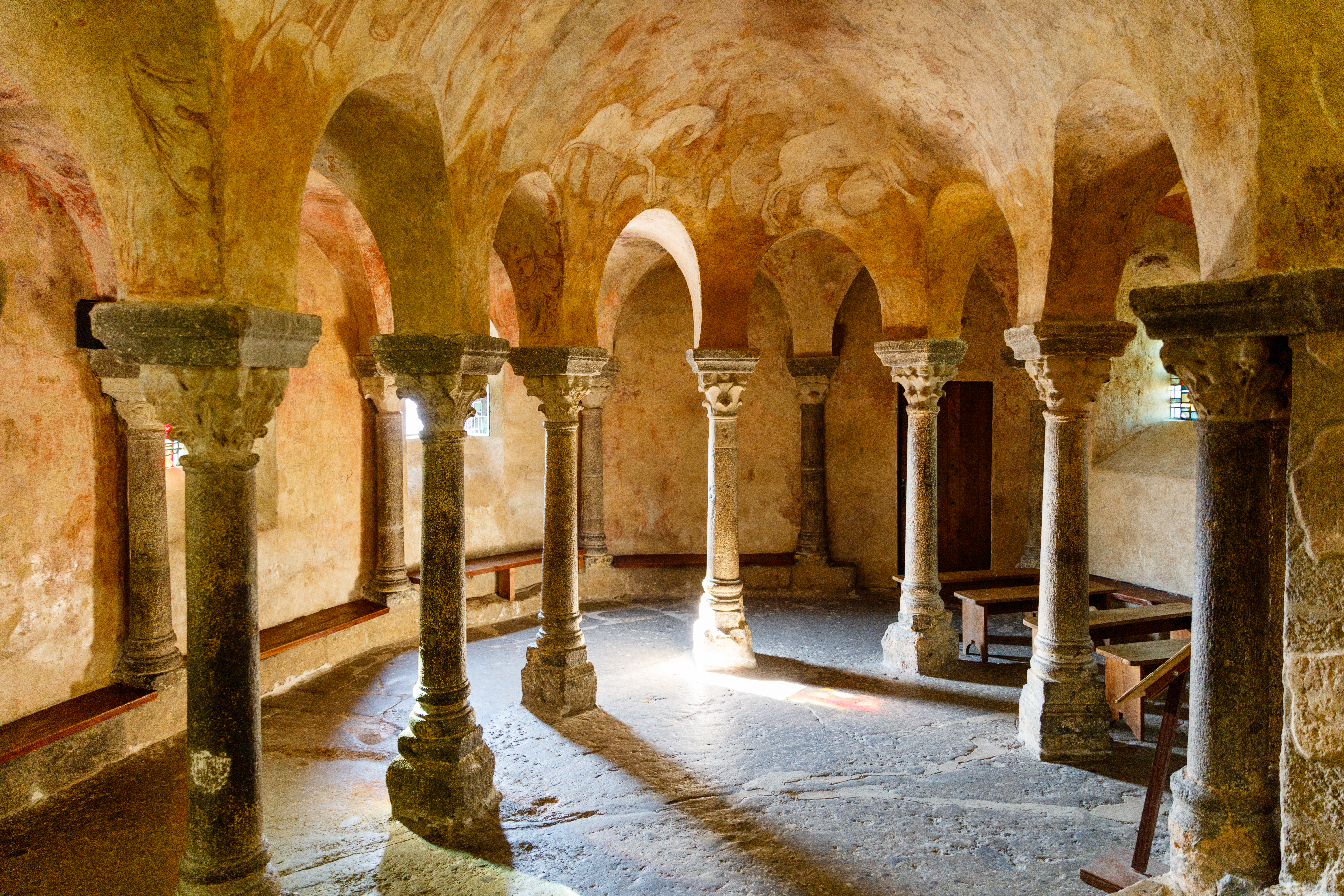
Pilgerkirche des 12. Jahrhunderts mit Säulengalerie
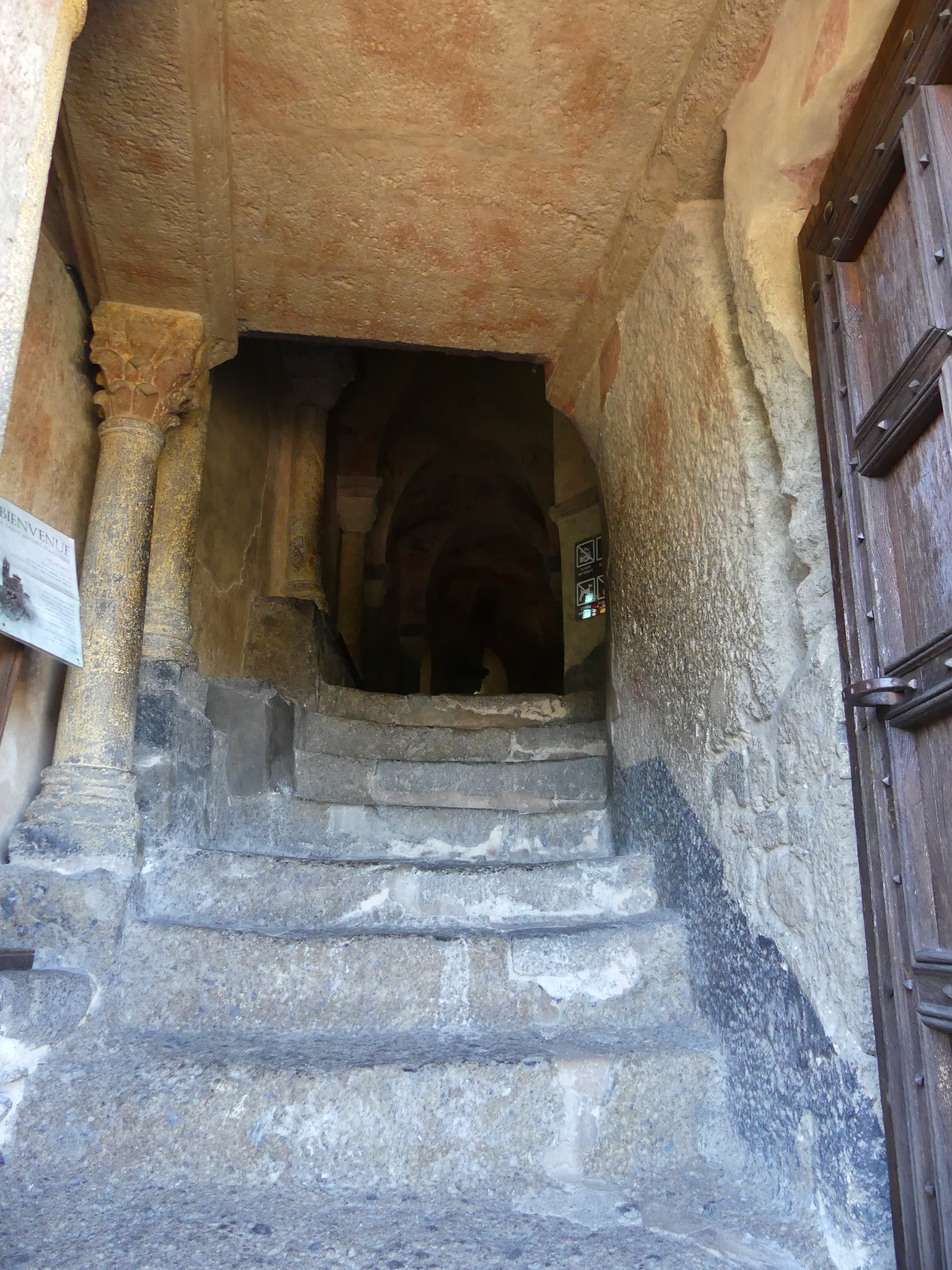
Fortführung der Galerie unter der Empore zum Portal

### Dekoration

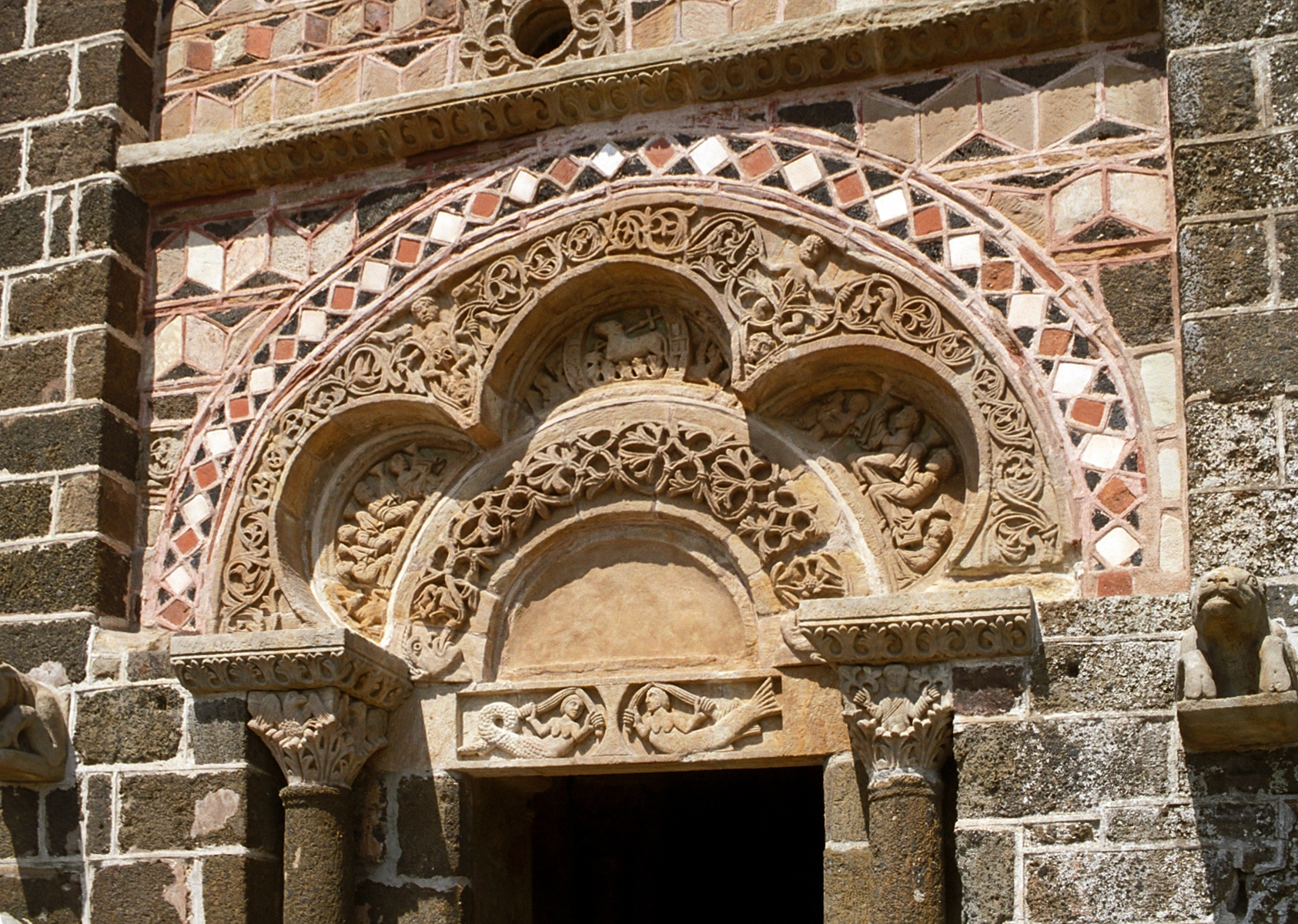
Dreipassbogen über dem Portal

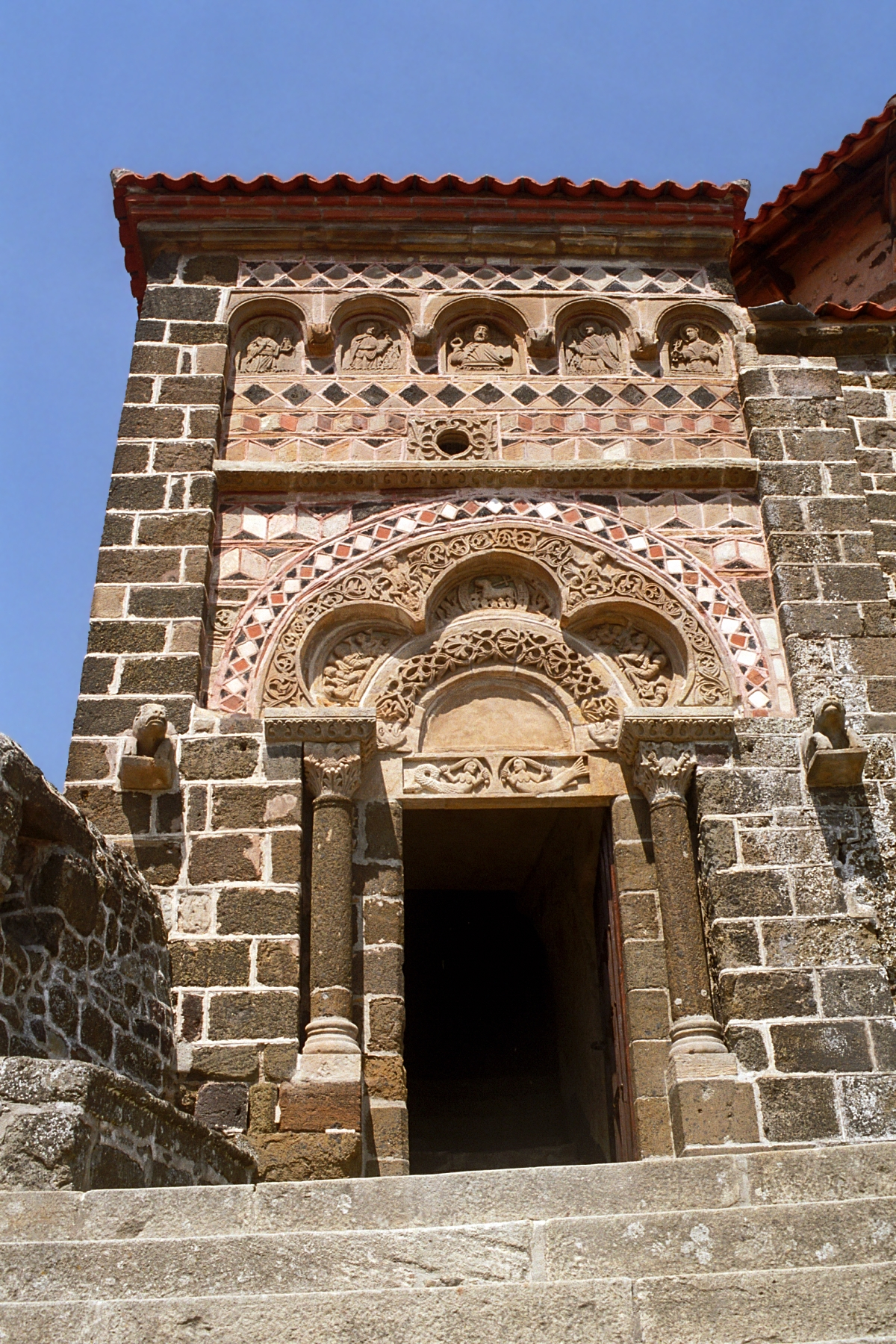
Portal mit Dreipassbogen und polychromem Mosaik

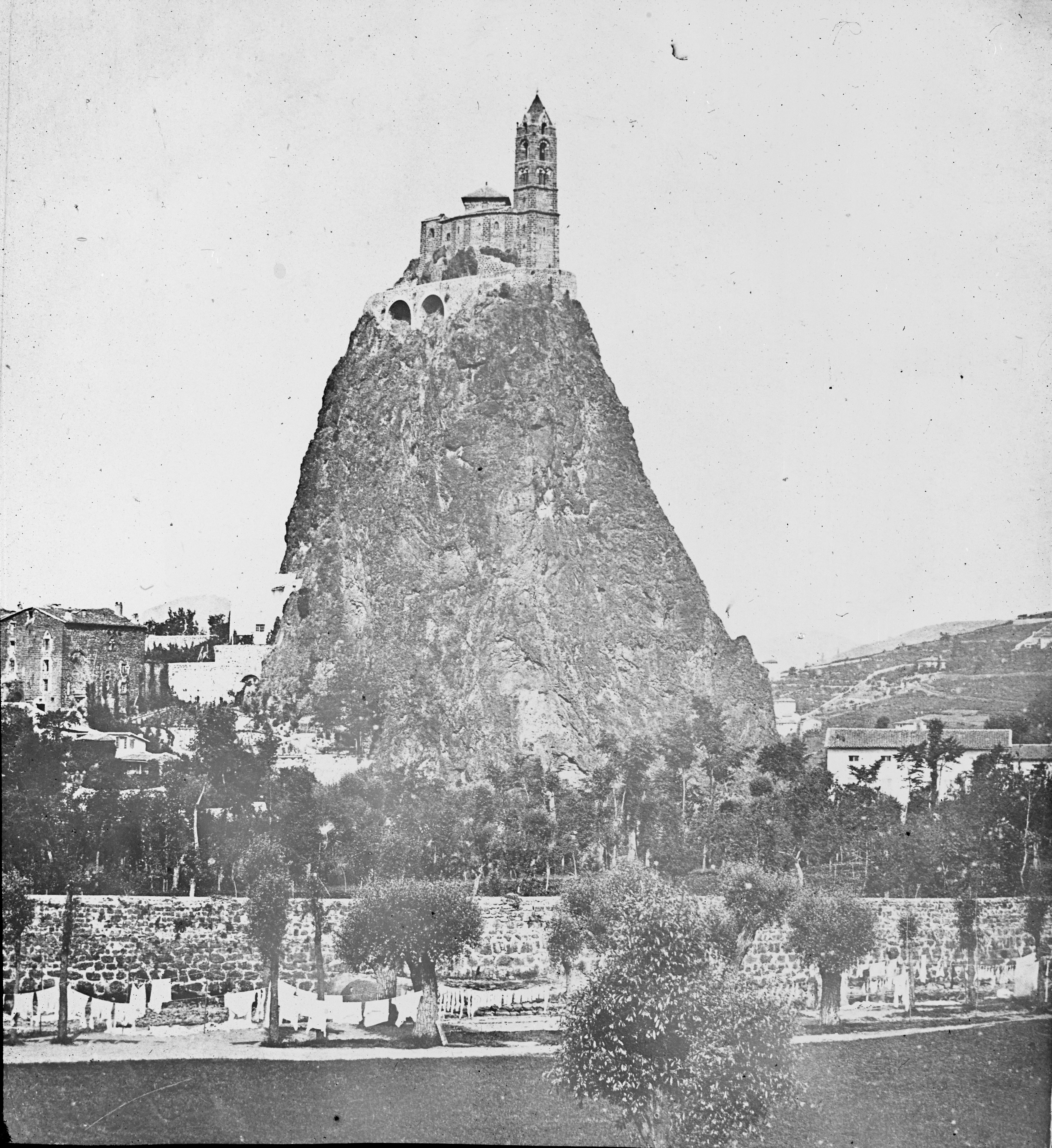
Ansicht 1894

Die Vielfarbigkeit der Steinmosaiken, die so charakteristisch für die romanische Kunst der Auvergne ist, was auch die Kathedrale von Le Puy-en-Velay oder die Apsis der Kirche Saint-Austremoine in Issoire zeigen, die Bildhauerarbeiten des Basreliefs im Giebelfeld und die Skulpturen der Kapitelle können nur in einem unzertrennlichen Zusammenhang mit den polychromen Malereien verstanden werden, die die Innenwände und den Giebel vollständig bedeckten. Lückenhaftigkeit und die vielen seit ihrer Entstehung vergangenen Jahrhunderte behindern ein klares Verständnis bestimmter Elemente dieses Bildprogramms.

#### Fassade
Das Portal wird von zwei Säulen eingerahmt, die jeweils von einem Kapitell gekrönt werden, aus dem Akanthusblätter und links ein Adler oder Phönix und rechts ein Menschenbildnis (möglicherweise ein Diakon) herausgearbeitet sind. Aus dem Türsturz sind zwei Sirenen herausgearbeitet, die eine mit einem Fisch-, die andere mit einem Schlangenschwanz. Das darüber befindliche Tympanon wird von einem Rankenfries eingefasst. Auf diese Archivolte stützt sich ein dreilappiger Bogen, der ebenfalls mit Rankenwerk geschmückt ist, in dem sich Vögel tummeln und das von menschlichen Gestalten gehalten wird. In den drei Bogenfeldern befinden sich Reliefs mit biblischen Szenen, in der Mitte das Osterlamm mit dem Kreuz des Sieges über den Tod, rechts und links zwei Gruppen von älteren Männern, die an die Ältesten der Apokalypse denken lassen. Das Fehlen der Darstellung im Tympanon stützt die These, dass es sich um ein Stuckdekor gehandelt haben könnte, von dem ein Element bei Ausgrabungen gefunden wurde. Der Bogen wird seinerseits von einem Mosaik aus vielfarbigen Steinen eingefasst.
Im oberen Bereich der Fassade befindet sich eine Arkadenreihe, in deren Bögen sich folgende Statuen befinden: in der Mitte Christus, auf seiner rechten Seite begleitet vom Kirchenpatron, dem Erzengel Michael, und dem hl. Petrus und auf seiner linken Seite von der Jungfrau Maria und dem hl. Johannes Evangelist.

#### Wandmalereien
Die Wandmalereien, mit denen die Kirche geschmückt ist, stammen aus der Erbauungszeit und sind somit ein seltenes Beispiel für vorromanische Malerei. Es wurden drei Phasen in der Bemalung identifiziert: eine erste romanische Phase im Chor des ursprünglichen Oratoriums, eine zweite romanische Phase auf der sogenannten Vorempore und der Empore und schließlich die Malereien im Hauptschiff und der Galerie aus der gotischen Epoche.
Die Malereien, die das zentrale Gewölbe des Oratoriums bedecken, erinnern an das frühchristliche Thema des im Himmel erscheinenden Christus. Der Erlöser erscheint in einer doppelten Gloriole zwischen Sonne und Mond, die einander gegenüberstehen. Auf der gegenüberliegenden Seite erscheint der Erzengel Michael, eskortiert von zwei Seraphim. Weiterhin erkennt man an den anderen beiden Seiten zwei weitere Engel und, in den vier Gewölbeecken, die vier Evangelisten in runden Medaillons. Die Malereien der östlichen Apsis zeigen auf der linken Seite die Verkündigung an Maria und auf der rechten Seite Christi Geburt verbunden mit der Erscheinung des Engels bei den Hirten. Anatole Dauvergne glaubte, in der Mitte der Darstellung die unteren Partien zweier Gewänder unterscheiden zu können, die diejenigen von Maria und Elisabeth gewesen sein könnten. Es scheint also legitim, mit ihm davon auszugehen, dass auch Mariä Heimsuchung dargestellt war. Hier in Aiguilhe hebt der Erzengel der Verkündigung seine rechte Hand und ahmt die Geste eines antiken Redners nach, wie es auch auf den Mosaiken des Oratoriums von Johannes VII. in Rom (heute in den vatikanischen Grotten) zu sehen ist, während die Jungfrau Maria ihre linke Hand vor ihre Brust hält, was die Annahme der Mission signalisiert, mit der sie von Gott beauftragt wurde. Diese alten Themen aus Palästina, von denen wir sehr alte Beispiele auf den Pilgerampullen von Monza aus dem 5. bis frühen 7. Jahrhundert kennen, waren zur Entstehungszeit der Malereien in Rom sehr beliebt. Die Tonalität des Ensembles erinnert an die vorromanischen Malereien aus der Krypta von St. Maximin in Trier oder der Kathedrale von Auxerre. Ihre eingeschränkte Palette ist warm und matt zugleich und reicht von rotem Ocker bis zu Gelb mit einigen Andeutungen von Weiß und einem erloschenen Grün.
Der Bildschmuck der Galerie ist fast vollkommen verschwunden, der Bilderzyklus im Gewölbe des Kirchenschiffs wurde als drei Szenen der Heiligen Drei Könige identifiziert, während im Chor die Viergestalt der Evangelistensymbole, der Erzengel und das himmlische Jerusalem, das an das Jüngste Gericht erinnert, zu erkennen sind. Die Vorempore und die Empore sind mit geometrischen Figuren, Vögeln und einer Anbetung der Jungfrau geschmückt.

#### Kapitelle
Die zweiunddreißig romanischen Kapitelle der Kirche sind heterogen, manche tragen Palmetten oder andere pflanzliche Motive, andere sind stärker ausgearbeitet und tragen auch Spuren vielfarbiger Bemalung. Sie wurden systematisch bemalt, denn bei manchen ist die Skulptur unvollendet, was aber nach Abschluss der Bemalung nicht mehr zu sehen war.

#### Themen der Ikonographie
Die Ikonographie des Portals wurde bereits weiter oben angesprochen. Eines der Kapitelle lässt an einen Diakon mit schräger Stola denken, die Rankengirlande der Archivolte wird von zwei Köpfen ausgespuckt, die an das Wort Gottes erinnern. Die beiden Sirenen des Türsturzes, identische Kopien aus dem 19. Jahrhundert, werfen aufgrund des Stoffes, mit dem sie ihre Haare bedecken, Fragen über eine wohlwollendere Sicht auf Meerjungfrauen auf.

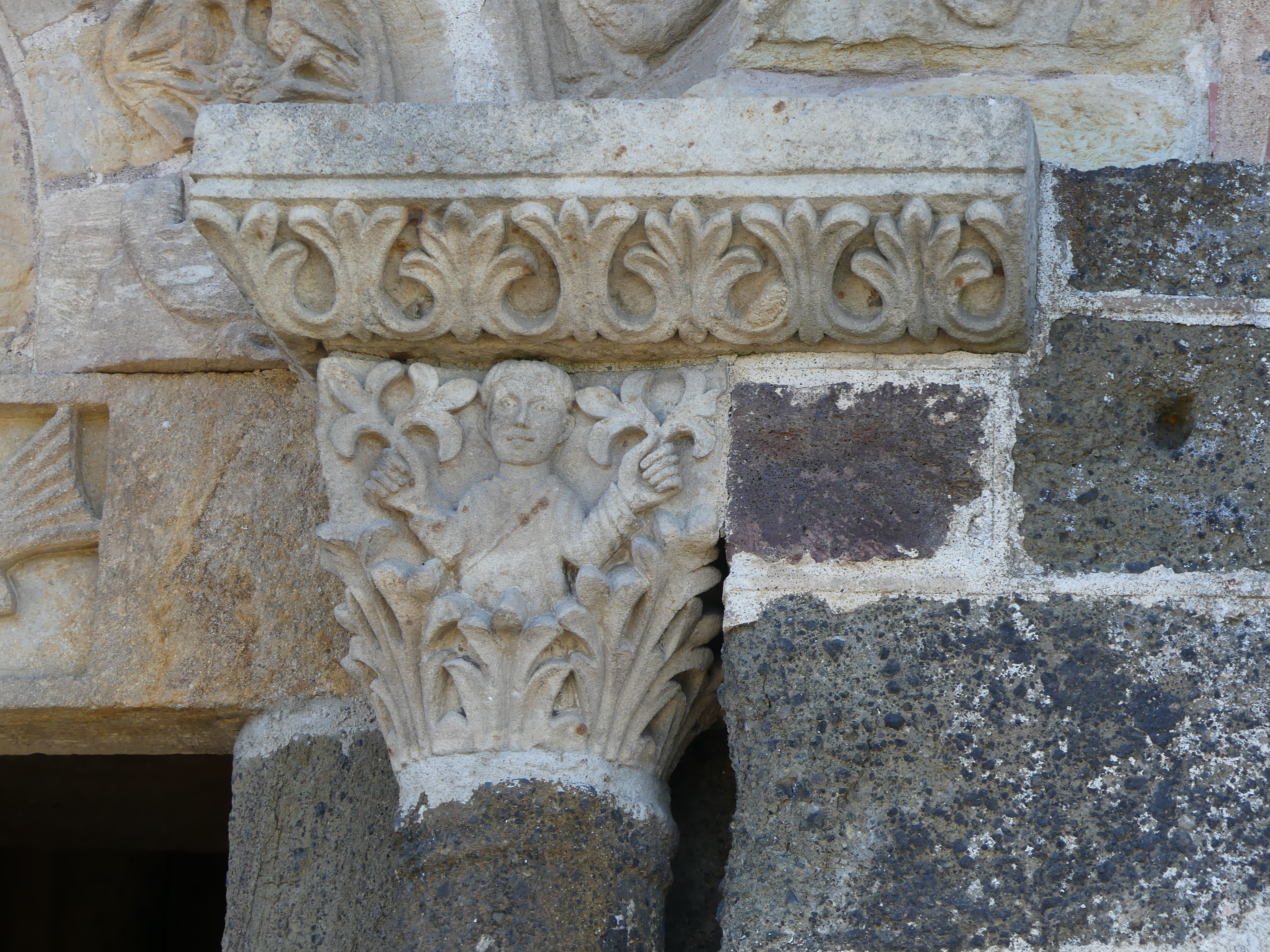
Diakon inmitten von Akanthusblättern, Portal rechts
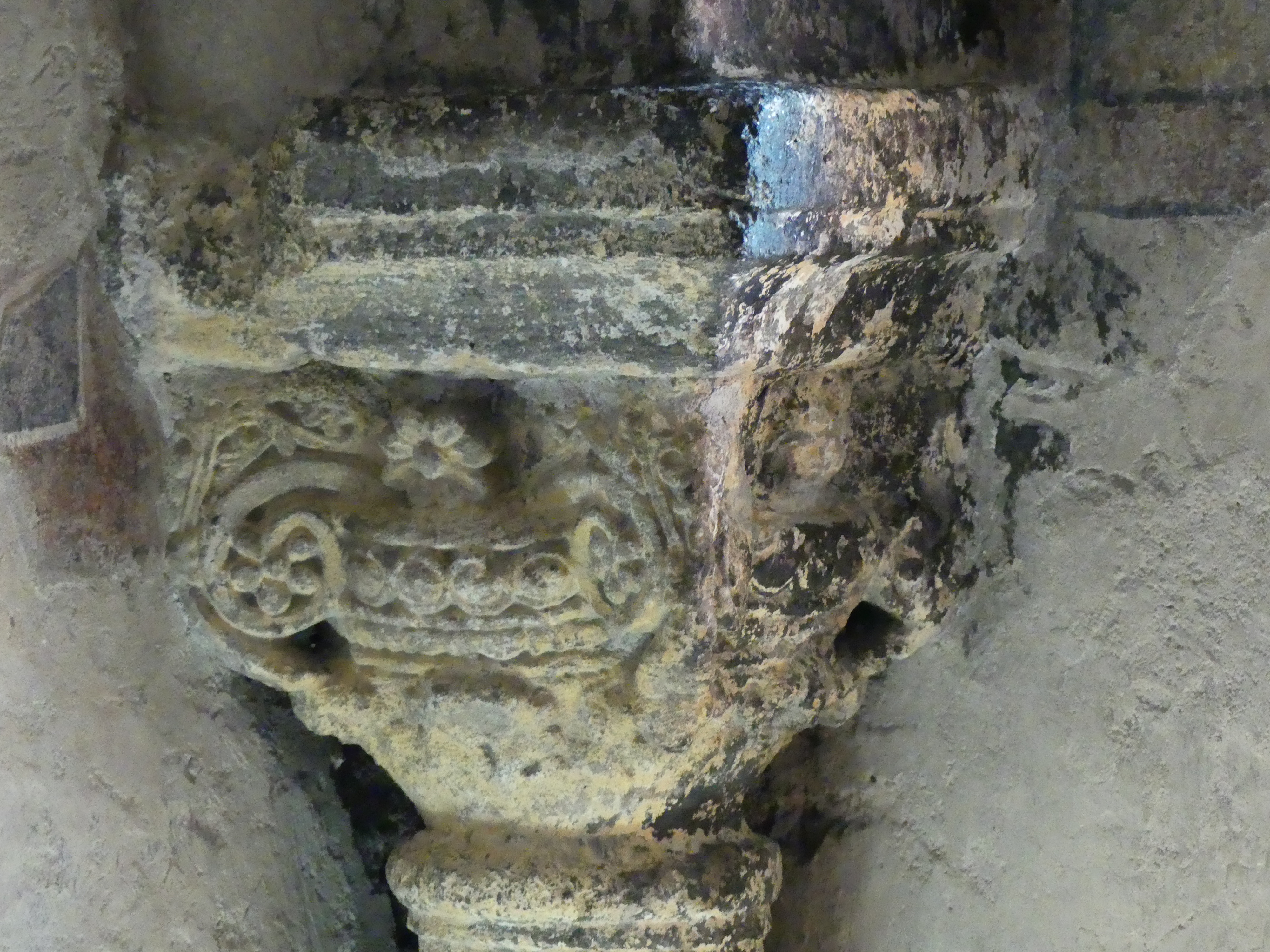
Kapitell mit Spuren von Bemalung
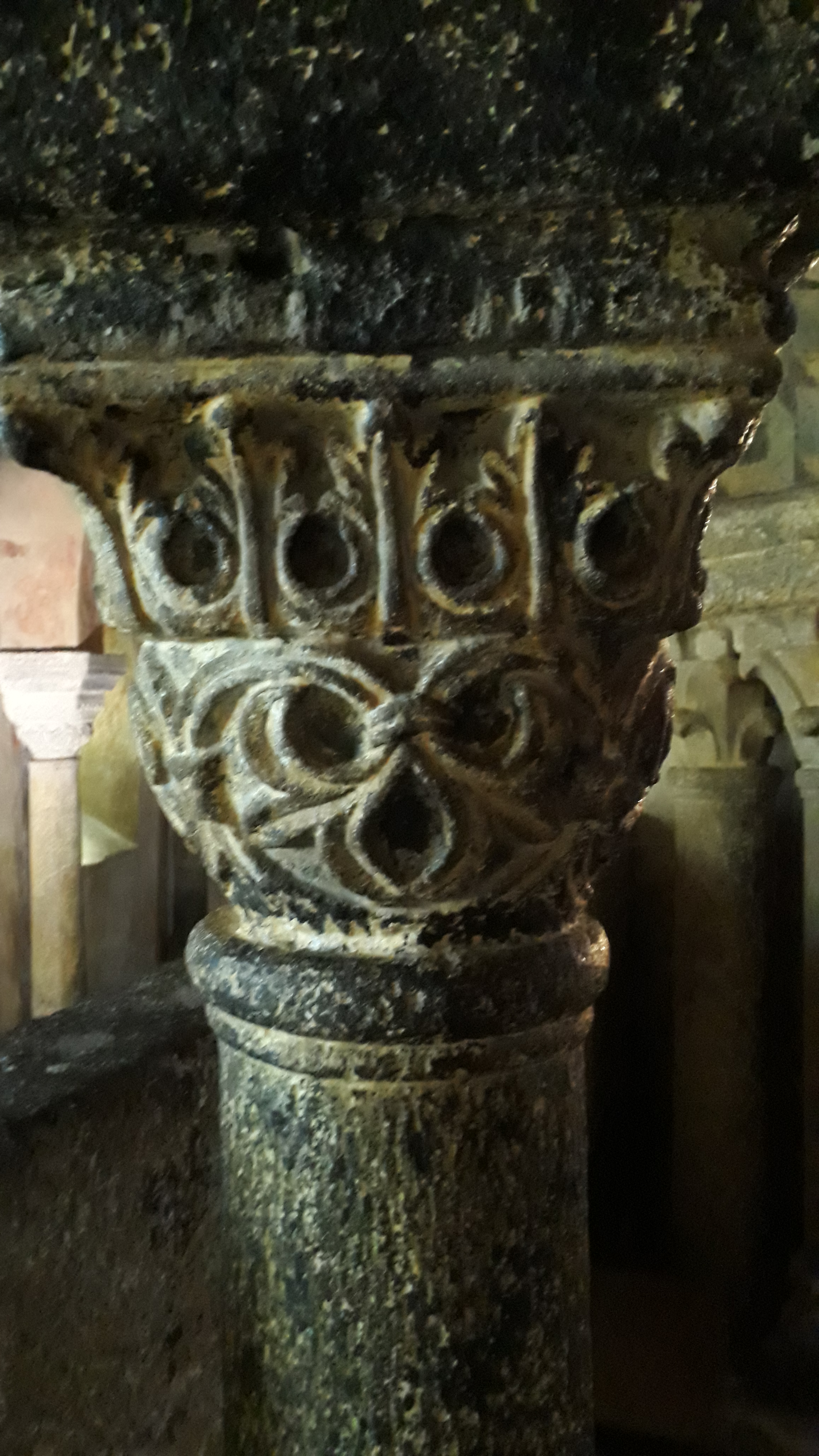
Weiteres Kapitell
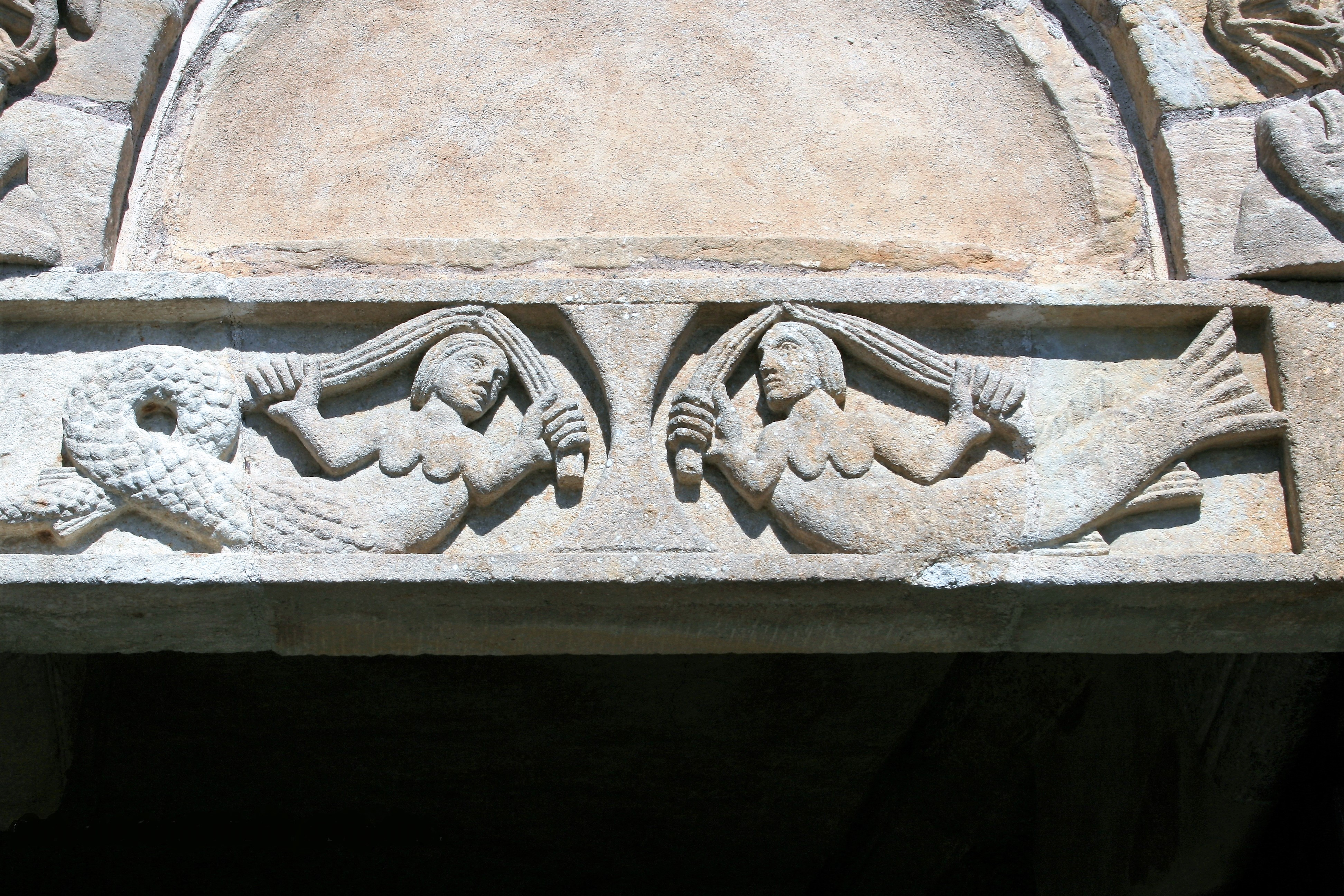
Sirenen im Türsturz des Portals

## Aktueller Zustand und Nutzung
Die Kirche Saint-Michel wurde 2014 auf Platz 4 der beliebtesten Baudenkmäler der Franzosen gewählt. Ihre Mutterkirche, die Kathedrale Notre-Dame-de-l’Annonciation in Le Puy-en-Velay, erreichte bei der gleichen Wahl 2015 Platz 2. Seit Mai 2017 profitieren die Kirche Saint-Michel, die Kathedrale sowie drei weitere Sehenswürdigkeiten in der Umgebung von einer nächtlichen Beleuchtungsshow mit dem Namen „Puy de Lumières“. Die touristische Nutzung der Stätte ist einer Société d’Économie Mixte anvertraut.

## Bibliographie
- La Chapelle Saint-Michel d’Aiguilhe. 133ème session du congrès archéologique de France, 1975.
- Actes du colloque Saint-Michel d’Aiguilhede 2009. Le Puy-en-Velay, Cahiers de la Haute-Loire, 2012